# Adieu BZN
Adieu BZN was een 14-delige reallifesoap van FTV Productions voor de TROS waarin een kijkje werd gegeven in de levens van de bandleden, gedurende het turbulente laatste jaar van de groep BZN.

## Ontstaan programma
Van 16 februari tot 16 juni 2007 was te zien hoe de leden van de meest populaire Nederlandse band aller tijden, BZN, toeleefden naar het allerlaatste concert in Ahoy' Rotterdam op 16 juni 2007. Tevens werd er een kijkje gegeven in het persoonlijke leven van de leden, de "Final Tour" in de Nederlandse theaters en de aanloop naar het allerlaatste concert van de band.
In de eerste aflevering van Adieu BZN stond de persconferentie van 15 februari 2006 centraal. Hierin maakten de bandleden het nieuws bekend dat ze gaan stoppen. Ze kondigden hun laatste optreden aan op 16 juni 2007 in Ahoy Rotterdam.
In eerste instantie was het de bedoeling om de serie te laten bestaan uit twaalf delen, maar naar aanleiding van het succes van de serie - zo'n 1 miljoen kijkers - is besloten er twee afleveringen aan toe te voegen.
Jan Keizer, BZN-voorman: "Omdat dit ons laatste jaar is, geven we de TROS de kans om over onze schouders mee te kijken. Het wordt een uniek document waar we onze vele fans hopelijk een groot plezier mee doen.”

## Afleveringen

### Aflevering 1: uitzending op 16 februari 2007
In deze aflevering staat de persconferentie waarbij het afscheid bekend werd gemaakt centraal. Ook komt het gezinsleven van Carola Smit aan bod, Jan Tuijp is bezig met de verhuizing en Jack Veerman helpt zijn vrouw in de keuken. De schilderhobby van Jan Keizer en het saxofoonspelen van Dick Plat komen ook aan bod.

### Aflevering 2: uitzending op 23 februari 2007
BZN geeft een speciaal optreden met de Jostiband. Jan Tuijp gaat op bezoek bij zijn moeder, Dick Plat gaat tijdens het hardlopen aan bij zijn dochter en John Meijer gaat kijken bij een voetbalwedstrijd van zijn beide zoons. Verder maken we kennis met de geestelijk gehandicapte dochter van Jack Veerman en plant Carola samen met Anny Schilder tulpenbollen ter ere van het 650-jarig bestaan van Edam-Volendam. Aan het einde wordt een gedeelte van het laatste concert van BZN in de Rijnhal uitgezonden.

### Aflevering 3: uitzending op 2 maart 2007
Jan Keizer wil er wat afgetrainder uitzien en gaat naar de sportschool. Verder gaat Carola Smit kijken bij de zwemlessen van haar dochter, gaan Jack Veerman en zijn vrouw kijken bij het graf van Dirk van der Horst. De beide managers gaan naar Ahoy om daar het afscheidsconcert voor te bereiden, John Meijer monteert videoclips en Jan Tuijp is nog altijd druk met de verhuizing. Als laatste volgen we Jack Veerman bij zijn hobbyband, en ontvangen Nick & Simon uit handen van Jan Keizer hun eerste gouden plaat.

### Aflevering 4: uitzending op 9 maart 2007
Allereerst is er een gedeelte een BZN-optreden in het Zaantheather te zien. Later vertelt John Meijer wat zijn plannen zijn na BZN en laat Jan Keizer zijn koikarpers zien. Jack Veerman koopt een cadeau voor zijn vrouw die 50 jaar wordt, Jan Tuijp gaat vliegen met zijn kleinkinderen en Jan Keizer koopt een nieuwe auto. Carola Smit bereidt de verjaardag van haar zoon voor en Jack Veerman is alvast aan het inpakken voor de wintersportvakantie in Oostenrijk. Als laatste volgen we Dick Plat die laat zien hoe de afscheidssingle Goodbye in elkaar wordt gezet.

### Aflevering 5: uitzending op 23 maart 2007
Jack Veerman is met zijn gezin op wintersportvakantie in Oostenrijk. Hier viert zijn vrouw ook haar vijftigste verjaardag. Jan Tuijp haalt zijn kleinkinderen (tweeling) bij hun eerste schooldag van school. Jan Keizer woont in de viplounge een voetbalwedstrijd bij. Dick Plat speelt saxofoon bij de communie van de oudste dochter van Carola en we volgen de mensen achter de schermen en John Meijer bij het opbouwen van de set van een BZN-concert. Als afsluiting zingt BZN een nummer in een vol theater en wordt er nog een praatje gemaakt met fans backstage.

### Aflevering 6: uitzending op 6 april 2007
Jan Keizer speelt een potje tennis en Jan Tuijp gaat met de kleinkinderen fietsen. In verband met de reis naar Engeland volgt John Meijer nog een extra Engelse les. Vrijwel het grootste gedeelte van deze aflevering gaat over deze reis met P&O Ferries naar Hull. Op dit schip wordt een optreden gegeven en gesprekken met de bandleden gevoerd. Eenmaal in Engeland gaat BZN met onder meer ruim duizend fans op de foto. Aan het einde hebben de familie Veerman en Keizer samen een reis geboekt naar Curaçao.

### Aflevering 7: uitzending op 13 april 2007
De families Veerman en Keizer gaan samen op vakantie naar Curaçao, waar ze onder andere met dolfijnen zwemmen. Familie Tuijp gaat op wintersport naar Oostenrijk, waar ook ergens Carola Smit en haar gezin vakantie vieren. Carola vertelt openhartig over haar hersenbloeding in 1987 en ze leert opnieuw skiën; iets wat ze daarna nooit meer gedaan had. Later gaat zij met haar man op bezoek bij familie Tuijp in een après-skihut. Dick Plat heeft een concert met zijn jazz-hobbyband, waarvoor hij zijn ouders heeft uitgenodigd. John Meijer geeft een kijkje achter de schermen bij muzieklessen die hij aan kinderen geeft.

### Aflevering 8: uitzending op 20 april 2007
Carola Smit gaat winkelen voor de concertreeks in Ahoy’, terwijl John Meijer vertelt over zijn overleden hond, waarna zijn gezin in een asiel een andere hond uitzoekt. Jan Keizer viert zijn verjaardag, Dick Plat kookt voor het eerst voor zijn familie en Jan Tuijp laat zijn zweefvliegtuigen zien en maakt een luchtfoto van het huis van Carola Smit. Jack Veerman ontwerpt een campinghuisje, en na afloop gaan de bandleden op weg voor een optreden en krijgen we nog een kijkje in de kleedkamer.

### Aflevering 9: uitzending op 11 mei 2007
Deze aflevering werd opgedragen aan Jacques Hetsen, de manager van BZN, die deze week plotseling overleed.

### Aflevering 10: uitzending op 18 mei 2007
De bandleden staan stil bij het plotselinge overlijden van Jacques Hetsen, een van de twee managers van BZN. Kort daarvoor werden alle bandleden uitgenodigd op een wijnproeverij, waar ze Jacques voor het laatst zagen. De bandleden komen daarna even bij elkaar om oude herinneringen op te halen met oud filmmateriaal. Later die dag gaat BZN op weg voor een optreden in Hoorn, waar John Meijer een kijkje achter de schermen geeft.

### Aflevering 11: uitzending op 25 mei 2007
Carola Smit gaat met de kinderen naar een talentenzoektocht in Volendam, waar haar dochter aan mee doet. Jack Veerman, Dick Plat en Jan Tuijp repeteren met Renate (een door hen ontdekt talent) enkele liedjes. Jan Keizer zoekt in Amsterdam kleren met zijn vrouw voor het laatste concert in Ahoy’ en Jan Tuijp bezoekt een monument voor een overleden kennis. Jack Veerman laat ons zijn splinternieuwe campinghuisje zien, waar zijn familie daarna gaat barbecueën. John Meijer en familie halen hun nieuwe hond op en Dick Plat komt met zijn zieke kat bij de dierenarts. Ter afsluiting wordt BZN met een smoes naar Hotel Spaander gelokt, waar bekend wordt dat er een BZN-postzegel komt; zij zijn de eerste muziekband op een Nederlandse postzegel.

### Aflevering 12: uitzending op 1 juni 2007
Carola Smit wil een nieuwe inrichting voor de tuin en koopt ook een konijnenhok. Jack Veerman bezoekt een palingrokerij waarna hij door zijn vrouw en kleinkinderen wordt opgehaald met een boot. Jan Keizer mag zijn nieuwe auto ophalen en Jan Tuijp maakt een familiefoto die maar niet wil lukken. Later zien we nog John Meijer die videoclips monteert voor Ahoy’ en Carola die met Dick Plat nog even repeteert. Deze uitzending wordt afgesloten met de laatste live-radio-uitzending (op Radio 2) van BZN, waar Jan Keizer onder andere plaats neemt achter de drums.

### Aflevering 13: uitzending op 8 juni 2007
Carola Smit gaat naar de sportschool, en vertelt ondertussen over het afscheid dat nu wel heel erg dichtbij komt. Jack Veerman bezoekt het Palingsoundmuseum en geeft een rondleiding en Jan Keizer neemt zijn typetjes opnieuw op voor Ahoy. John Meijer vertelt ook over het afscheid, terwijl Jan Tuijp van alles laat zien wat met zijn vlieghobby te maken heeft. Als laatste laat Dick Plat zien dat hij eigenlijk alle instrumenten kan bespelen, en de fans hebben tijdens een van de laatste theaterconcerten een verrassing.

### Aflevering 14: uitzending op 15 juni 2007
In deze aflevering laten de BZN-leden zien hoe ze toeleven naar het Ahoy-concert, het voorlaatste optreden dus. Voor het laatst in de auto van De Boer. De manager van de band zegt hem meteen te zullen veilen ná 16 juni: "De opbrengst gaat naar KiKa".

### Aflevering 15: uitzending op 16 juni 2007
Live registratie van het laatste concert van BZN in het Rotterdamse Ahoy’. Voorafgaand aan dit concert wordt een overzicht van de BZN-historie uitgezonden. Ook wordt de "BZN Top 100" herhaald. Dit programma is een overzicht van 100 clips van de populairste BZN-nummers. Het werd eerder uitgezonden op de vooravond van het 40-jarig bestaan.